# Andropogon leprodes
Andropogon leprodes là một loài thực vật có hoa trong họ Hòa thảo. Loài này được Cope mô tả khoa học đầu tiên năm 1995.